# Bijela bjelooka
Bijela bjelooka (Zosterops leucophaeus) je vrsta ptice iz porodice Zosteropidae. Endem je otoka Príncipe u Svetom Tomi i Principu.  Njena prirodna staništa su suptropske ili tropske vlažne nizinske šume i plantaže. Ugrožena je gubitkom staništa.

## Vanjske poveznice
|  | Zajednički poslužitelj ima još gradiva o temi Bijela bjelooka |